# Hornstorf
Hornstorf è un comune del Meclemburgo-Pomerania Anteriore, in Germania.
Appartiene al circondario del Meclemburgo Nordoccidentale ed è parte dell'Amt Neuburg.